# ليوثارد الثاني من باريس
ليوثارد الثاني  (806 - 858 أو 869) كان سابع كونت لباريس. كان ابن بيجو  وألباييس التي ربما كانت حفيدة شارلمان.